# هوب لي
هوب لي (بالصينية: 李和莆) هو ملحن صيني، ولد في 1967.

## وصلات خارجية
- هوب لي على موقع ميوزك برينز (الإنجليزية)
- هوب لي على موقع ديسكوغز (الإنجليزية)